# 아타튀르크 올림픽 스타디움
아타튀르크 올림픽 스타디움(튀르키예어: Atatürk Olimpiyat Stadı)은 튀르키예의 이스탄불에 위치한 경기장으로, 튀르키예에서 가장 많은 관중 수용규모를 가지고 있는 경기장이다. 이 경기장은 튀르키예의 하계 올림픽 개최를 대비하여 1억 7000만 튀르키예 리라의 비용으로 건설되었다.
올림픽 대회의 관중 규모로는 75,486명으로 2004년에 UEFA 5성급 경기장으로 선정되어 UEFA의 주요 대회의 결승전을 주최할 수 있는 자격을 얻게 되었다. 2005년 5월 25일에 AC 밀란과 리버풀 FC와의 UEFA 챔피언스리그 2004-05의 결승전이 열렸다. 또한 유럽의 여러 육상 대회의 경기장으로 결정되었다.
갈라타사라이 SK는 홈구장인 알리 사미 옌 경기장의 재개장 때문에, 2003-04시즌 동안 아타튀르크 올림픽 스타디움을 홈구장으로 사용했었지만, 다른 팀들의 비난을 받았다. 그래서 갈라타사라이는 2004-05시즌부터 다시 홈구장으로 돌아왔으나 UEFA 챔피언스리그 2006-07 시즌의 경기 일부의 홈구장으로 사용하였다. 시바스스포르 또한 홈구장의 날씨 조건 때문에 터키 수페르리그의 일부 리그 경기 역시 이 곳에서 개최하였다.
경기장 개막일인 2002년 7월 31일에 갈라타사라이와 올림피아코스 FC와의 개막전 경기에서 79,414명을 기록하며 최다 관중 기록을 세웠다.